# Lloque Yupanqui

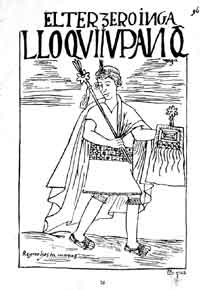
Immagine di Lloque Yupanqui secondo Guaman Poma de Ayala.

Lloque Yupanqui (Cusco, 1260 – Cusco, 1290) è stato un sovrano dell'epoca protostorica della etnia degli Inca. I dati riguardanti la sua vita sono desunti principalmente dalle leggende tramandate dai suoi discendenti.

## Vita
È il terzo sovrano della dinastia inca. Il suo nome significa, in lingua quechua, il mancino memorabile, da lloqui, mancino e yupanqui, memorabile o famoso. 
Una leggenda, riportata dalla maggior parte dei cronisti spagnoli, vuole Lloque Yupanqui, figlio e successore di Sinchi Roca, dedito ad una vita austera ed ascetica contraddistinta da pratiche di privazioni e digiuni.
Secondo tali racconti,  questo sovrano sarebbe giunto in tarda età senza avere figli e la mancanza di discendenza lo avrebbe enormemente angustiato, tanto più che avrebbe avuto la certezza di essere ormai troppo anziano per procreare.
Inti (il dio Sole), padre spirituale di ogni sovrano Inca, gli si sarebbe allora presentato in sogno assicurandogli la nascita di un erede e pronosticandogli che questo figlio sarebbe stato particolarmente glorioso.
Rinfrancato da questa visione Lloque Yupanqui avrebbe, in effetti, avuto un erede destinato a diventare famoso sotto il nome di Mayta Capac.
La vita di Lloque Yupanqui è particolarmente legata a quella del figlio destinato a succedergli e pochi sono i particolari che ci sono giunti, sulla vita di questo sovrano, se si eccettuano quelli che illustrano, assieme a lui, le gesta di Mayta Capac, protagonista, di imprese memorabili, già in tenera età.
Egli viene peraltro indicato da Juan Santa Cruz Pachacuti come l'ideatore della pratica di deformazione del cranio, applicata, effettivamente, ai neonati nell'antico Perù. Secondo questo autore, l'Inca in questione l'avrebbe istituita nell'intento di infondere una predisposizione all'obbedienza, senza alcun rapporto con intenzioni di sviluppo estetico.

Sempre a Lloque Yupanqui viene attribuita l'istituzione delle vergini del sole, una sorta di forzata clausura a cui erano destinate molte giovani inca, racchiuse in speciali confraternite, in cui si occupavano di lavori di filatura e tessitura, tranne alcune che, per la loro avvenenza, erano scelte dall'Inca come concubine o come serventi delle divinità. 
L'indole di questo sovrano, come traspare dalle cronache è quella di un personaggio influenzato dal potere sacerdotale e alieno da attività di carattere militare.
Questa sua peculiarità gli avrebbe procurato una grande rinomanza nelle tribù confinanti con il Cuzco, al punto che genti di ogni dove sarebbero giunte al tempio di Indicancha, sua abituale dimora, per onorarlo e richiedere il suo consiglio.
Si deve a Pedro Cieza de León la notizia secondo cui Lloque Yupanqui avrebbe riformato la composizione del Cuzco introducendo la divisione in Hurin-Cuzco e Hanan-Cuzco.
Secondo questo autore, la ripartizione sarebbe stata organizzata dal sovrano in seguito alla venuta, nella città, delle genti di Zañu, il villaggio di appartenenza della moglie di Lloque Yupanqui che sarebbero state alloggiate nella parte Hanan. 
Questa ipotesi contrasta con la versione ufficiale, seguita da tutti gli altri autori, che attribuisce a Manco Cápac la divisione del Cuzco in due metà e deve essere accettata con cautela, a meno che non la si voglia interpretare come una riorganizzazione a seguito del sinecismo contemplato.
Resta infine da segnalare che la panaca di Lloque Yupanqui è stata tramandata con nomi leggermente diversi dai cronisti spagnoli. Così viene indicata con Ahucani ayllo da Cobo, Auayni Panaca Ayllo da Sarmiento, Hauanina Ayllo da Garcilaso e Chigua Yuin dalle Informaciones, dette Declaración de los quipucamayos a Vaca de Castro. Solitamente si attribuisce maggior credito al nome riportato da Sarmiento.